# Драниця (зупинний пункт)
Драни́ця — залізничний пасажирський зупинний пункт Івано-Франківської дирекції залізничних перевезень Львівської залізниці.
Розташований у селі Драниця Новоселицького району Чернівецької області на лінії Чернівці-Північна — Ларга між станціями Новоселиця (20 км) та Мамалига (3 км).
На платформі зупиняються приміські електропоїзди.